# Sacra conversazione di Monticelli

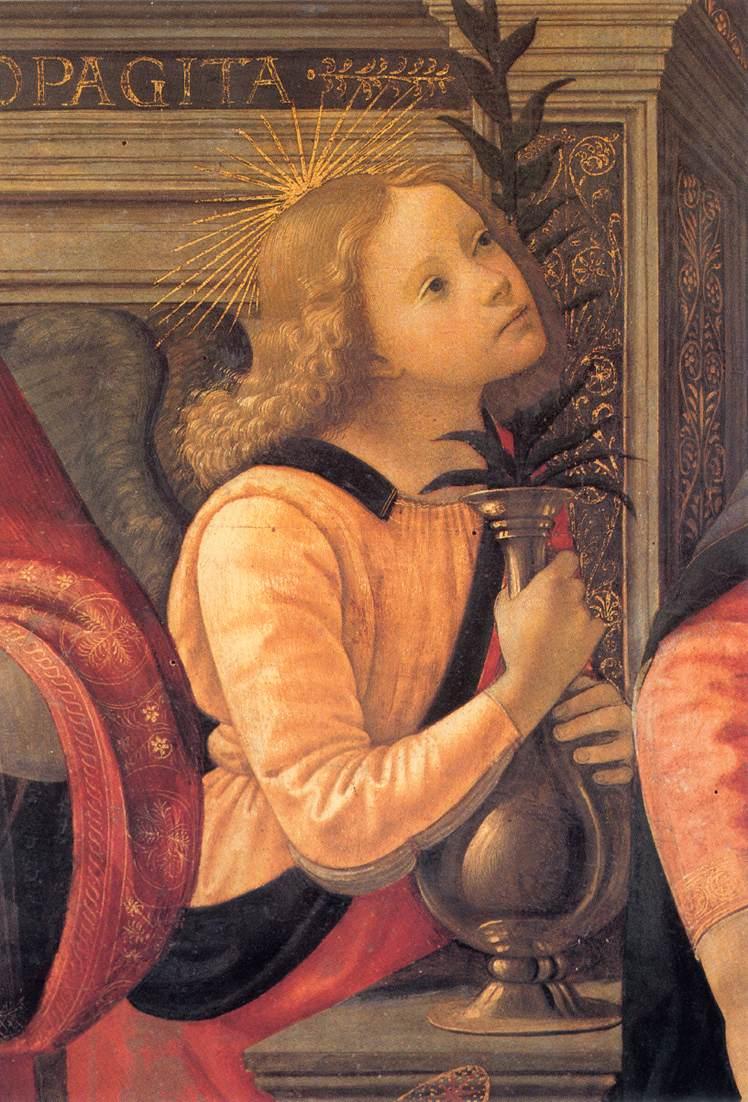
L'angelo di sinistra

La Sacra conversazione di Monticelli è un dipinto a tempera su tavola (167x195 cm) di Domenico Ghirlandaio, databile al 1483 e conservato nella Galleria degli Uffizi a Firenze.

## Storia
L'opera è identificata con quella che ornava l'altare maggiore della chiesa di Santa Maria Annunziata di Monticelli a Firenze, per la quale il pittore ricevette un compenso di 70 fiorini, secondo un documento datato 19 aprile 1483. Con la soppressione del convento, nel 1785, la pala entrò nelle collezioni del granduca Pietro Leopoldo.

## Descrizione e stile
Si tratta di una sacra conversazione ambientata su una terrazza, che ha al centro la Madonna col Bambino seduta su di un grande trono marmoreo, circondata da due angeli che abbracciano due vasi posti sui braccioli e contenenti altrettanti gigli bianchi, tipico fiore offerto a Maria come simbolo della sua purezza verginale. Particolarmente piacevole è il volto giovanile dell'angelo a sinistra, che si sporge verso Maria. Sul manto della Vergine si trova la stella ricamata, antichissimo simbolo della grazia divina discesa su di lei e ricordo della cometa che guidò i Magi dopo la Natività. La spilla ovale appuntata sul suo petto è composta da un grande rubino, simbolo del sangue della Passione di Cristo, circondato da perle. Il Bambino è paffuto e in posizione benedicente.
Attorno a lei si dispongono quattro santi in posizione simmetrica, due in piedi e due inginocchiati: si tratta dello schema piramidale derivato dalla Pala di San Marco di Beato Angelico (1438-1440). Da sinistra si riconoscono Dionigi l'Areopagita, san Domenico, san Clemente I Papa e san Tommaso d'Aquino, con la sua Summa teologica aperta in mano. Clemente, poggiata la tiara in terra, si volge verso lo spettatore quasi a catturare la sua attenzione e a rivolgerla, con un gesto della mano, verso il Bambino; straordinario è il ricamo della sua pianeta, con un Mosè.
Anche lo sfondo è tradizionale e mostra un parapetto marmoreo con specchiature policrome e con un'iscrizione sul fregio, che riporta i nomi dei santi in piedi e la frase AVE [MARIA] GRATIA PLENA; oltre esso sporgono le cime degli alberi di un ipotetico giardino e si trovano poggiati due vasi con bouquet di fiori. Naturalmente la scelta delle specie vegetali non è casuale, ma adombra vari significati simbolici: le rose mariane, ancora i gigli, l'arancio, simbolo del peccato originale, e il melograno, simbolo di fertilità.
Grande attenzione è riservata alla rappresentazione dei dettagli decorativi, in ossequio all'indagine analitica di stampo fiammingo, come è evidente nell'esotico tappeto anatolico ai piedi della Vergine, un altro dettaglio ripreso dalla lezione dell'Angelico.
In generale, tipico del Ghirlandaio è lo sviluppo dei temi religiosi con una tecnica pittorica ineccepibile, ma anche con tono festoso e piacevole, ricco di dettagli ripresi dal vero, spesso tratti dalla quotidianità delle classi più agiate della Firenze dell'epoca. La composizione è armoniosa e perfettamente bilanciata, sia nel rapporto tra masse e volumi, che nell'alternarsi dei colori, brillanti e preziosi.
Dello stesso autore, molto simile ma più ricca e fastosa, è la Sacra conversazione degli Ingesuati, sempre agli Uffizi.

### Predella
La predella, di Bartolomeo di Giovanni, mostra i seguenti episodi:
- Martirio di san Dionigi l'Areopagita
- San Domenico resuscita Napoleone Orsini
- Cristo in pietà
- San Clemente I fa sgorgare acqua da una roccia
- San Tommaso d'Aquino in cattedra